# Кривко Володимир Іванович
Кривко Володимир Іванович (нар. 21 січня 1953 р., с. Корнів, Городенківський р-н, Станіславська обл., Українська РСР – пом. 21 вересня 2009 р.) – український оперний співак, баритон, соліст Львівського національного академічного театру опери та балету імені Соломії Крушельницької.

## Біографія
Володимир Іванович народився 21 січня 1953 року в селі Корнів, що на Городенківщині (зараз Івано-Франківська обл.). Батько, Кривко Іван Михайлович, тоді був секретарем Корнівської сільської ради, а решту життя провів на посаді обліковця тракторної бригади місцевого колгоспу. Мати, Кривко (Гнатюк) Євдокія Павлівна, працювала вчителькою молодших класів і групи продовженого дня у Корнівській школі. У Володимира були молодші брат і сестра. Брат Микола став художником, сестра Лідія – вчителькою фізики й математики.
У 1967 році Володимир завершив навчання у Корнівській восьмирічній школі. Ще під час навчання у школі проявив здібності до вокалу та музики. Тому навчання продовжив у Коломийському педагогічному училищі на музичному відділі.
Згодом навчався на музичному відділі Київського педагогічного інституту. За високі музичні здібності був переведений до Одеської консерваторії, навчання у якій успішно завершив і був направлений на роботу до Львівської опери. Відтоді мешкав у м. Львів.
Навчався у класі Миколи Володимировича Шелюжка у Львівській консерваторії на кафедрі сольного співу. Також клас Миколи Шелюжка закінчили Г. Ханеданьян,  П. Турянський, А.Гром., В. Ігнатенко, В. Малахаєв. Два останні невдовзі стали колегами Володимира Кривка у Львівському оперному театрі.
До кінця життя Володимир Іванович працював солістом Львівського оперного театру. Виконував провідні та головні ролі в оперних постановках театру. Брав участь у гастролях театру в Україні й за кордоном. У складі театральної трупи Львівського оперного театру Володимир Іванович виступав на сценах провідних опер Європи. Брав участь у провідних постановках театру як, наприклад, опера "Мойсей" Мирослава Скорика. Львівський оперний театр гастролював з прем'єрною постановкою опери на оперному фестивалі в Бидгощі, на сцені оперного театру Варшави. У 2006 році з нагоди 150-річчя І. Франка, Львівський театр побував з гастролями у Дніпропетровську, Харкові, Сімферополі, Севастополі.
Кривко Володимир Іванович протягом десяти років викладав вокал у Львівській державній школі мистецтв №9 у м. Винники, з директором якої, Ярославом Йосиповичем Харуном, навчався ще у Коломийському педагогічному училищі. У Винниках був і солістом народного хору «Воскресіння».
Кривко Володимир Іванович помер 21 вересня 2009 р. у Львові. Похований на Сихівському кладовищі м. Львів.

## Основні партії
- Султан ("Запорожець за Дунаєм" С. Гулак-Артемовського)
- Марулло ("Ріголетто" Дж. Верді)
- Герольд ("Отелло" Дж. Верді)
- Моралес ("Кармен" Ж. Бізе)
- Граф ді Луна ("Трубадур" Дж. Верді)
- Шароне ("Флорія Туска" Д. Пуччіні)
- Авірон, Датан[9] ("Мойсей" М. Скорика)

## Пам'ять
23 червня 2016 р. на пленарному засіданні сесії Винниківської міської ради  було прийнято рішення: "Присвоїти назву вулиця імені Володимира Кривка проектованій вулиці, яка бере початок від вул. Сухомлинського до вул. Сахарова і розташована перпендикулярно до них".
На початку липня 2017 р. вул. Володимира Кривка у Винниках було відкрито для проїзду. Перед тим її забрукували та облаштували вказівниками.
22 січня 2023 р. у Винниківській державній школі мистецтв №9 вшанували пам'ять Володимира Івановича. 21 січня йому було б 70 років. З нагоди річниці провели концерт пам'яті.
Своїми спогадами про Володимира Кривка поділилися педагоги ЛДШМ №9, колишні його вихованці, дружина Оксана Миколаївна. Був і заслужений артист України Роман Ковальчук, який свого часу виходив на сцену Львівської опери разом із Володимиром Кривком. 
Улюблені твори Володимира Івановича також прозвучали у виконанні народного хору «Воскресіння».